# 阿奇·萊格
阿奇·威廉·萊格（Archie William League，1907年8月19日—1986年10月1日），美國人，被公認為歷史上首位航空管制員。

## 個人經歷
萊格是一位執證飛行員以及引擎和飛機的維修師。他曾帶領他的「飛行表演團」（Flying Circus）在密蘇里州和伊利諾伊州進行巡迴演出（Barnstorming），後來他在1929年被密蘇里州聖路易斯市僱用為全美首位航空管制員。 他被派往密蘇里州聖路易斯機場（即現時的蘭伯特－聖路易斯國際機場）工作。在無線電通訊塔台投入使用之前，他是一名通過使用旗號來引導航空交通的旗手。他的第一個「控制塔」是一架經過改裝的獨輪手推車，車上裝有一把用於抵擋夏日高溫的沙灘遮陽傘。在車裡面，他會帶著一張沙灘椅、他的午餐、飲用水、筆記本以及兩張用於引導飛機行駛的信號旗進行工作。工作中，他會使用一張黑白格子旗來指明駕駛員「允许通行」、用紅旗來表明駕駛員應該在當前位置「等待」。在冬天，他則會穿著一件夾層飛行服以保暖。1930年代早期，當第一個無線電台控制塔安裝使用後，他成為機場的首位無線電台控制員。
萊格在這之後繼續到聖路易斯的華盛頓大學進修航空航天工程學學位。萊格於1937年加入了聯邦服務，進入了美國航空商貿局（Bureau of Air Commerce，該局即美國民用航空局和美國聯邦航空管理局的前身）。他憑藉他飛航管制員的身份得到了迅速的提升，在第二次世界大戰中以飛行員身份服役（此时他的职务等級已经晋升至空軍上校），之後更在1956年晉升至他首個高層管理職務，擔任中區助理區域主管。此後，他於1958年前往華盛頓總部擔任規劃局的負責人（規劃與發展辦公室）。在被短暂分配到國家首都機場管理局擔任主管一职後，他前往沃思堡擔任西南區主管。他於1965年5月得到下一個職務分配，他被調回華盛頓總部，任命為航空交通服務主管；在這裡，他成為了全美航空交通系統安全和運轉效率方面工作的負責人。最終，他成為聯邦航空管理局航空交通服務主管，並在1973年以員工評估助理署長的職務退休。在其36年的職業生涯中，他幫助建立了聯邦航空管制系統。
阿奇·萊格於1907年在美國密蘇里州巴特勒縣波普勒希拉夫市（Poplar Bluff）出生。他於1986年10月1日在維吉尼亞州安南達爾市（Annadale）逝世，終年79歲。

## 阿奇·萊格安全獎章
阿奇·萊格安全獎章（Archie League Medal of Safety Awards）是美國國家航空交通管理員協會（National Air Traffic Controllers Association，NATCA）自2004年起頒發給航空交通管制員的安全獎章。該獎章以表彰那些在緊急情況下仍能冷靜地對待並處理好特殊情況，挽救乘客生命，並保障航空交通安全的航空交通管理員個人或群體。

## 拓展閱讀
- First Air Traffic Controller Remembered （页面存档备份，存于） （FAA僱員面頁[永久]），美国联邦航空管理局（英文）
- Archie League Awards（英文）